# Ranunculus tenorii
Ranunculus tenorii är en ranunkelväxtart som beskrevs av Claude Thomas Alexis Jordan. Ranunculus tenorii ingår i släktet ranunkler, och familjen ranunkelväxter. Inga underarter finns listade i Catalogue of Life.